# Matthew Mullenweg

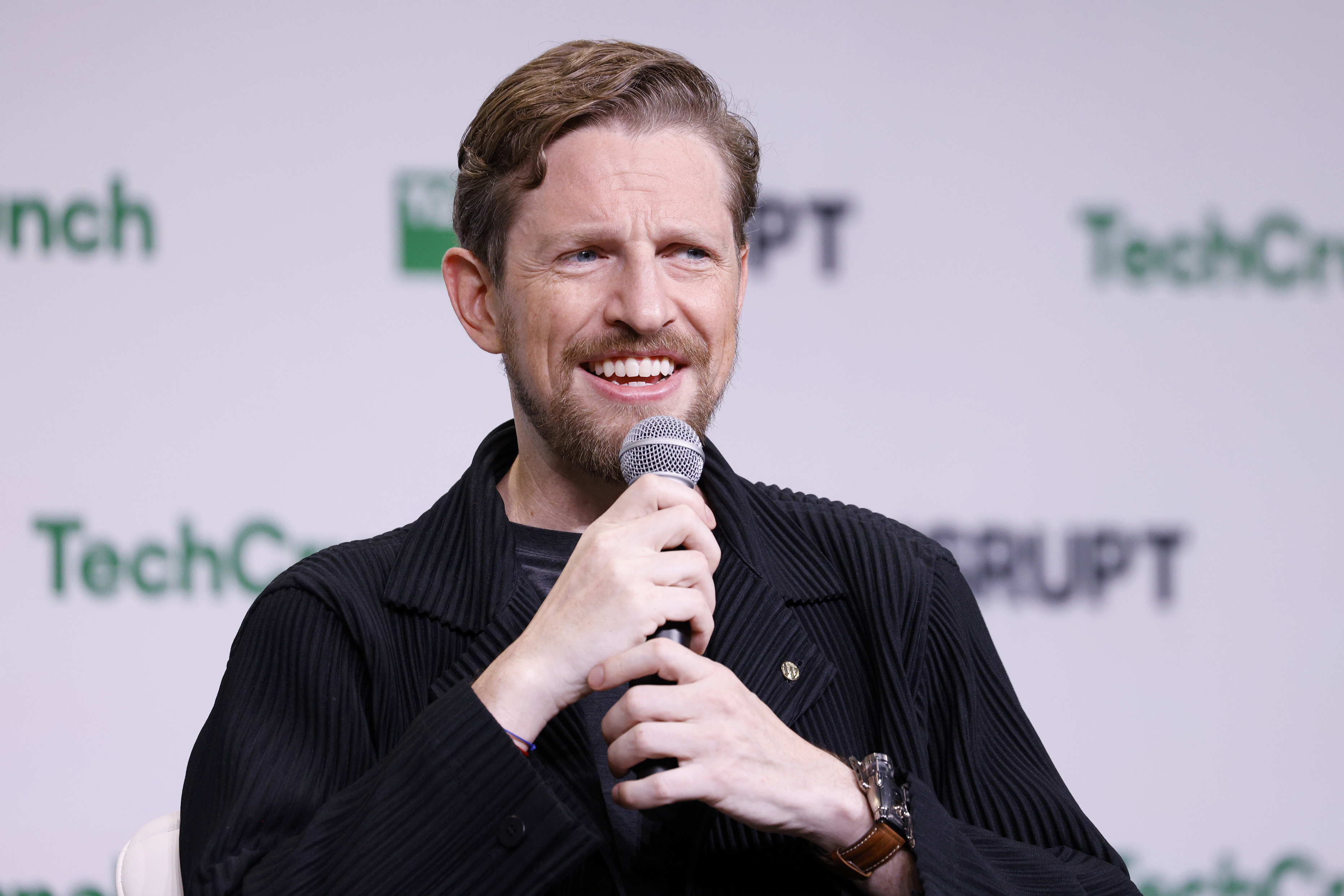
Matthew Mullenweg, Oktober 2024

Matthew Charles „Matt“ Mullenweg (* 11. Januar 1984 in Houston, Texas) ist ein US-amerikanischer Web-Entwickler, der in San Francisco, Kalifornien, lebt. Er ist Initiator und leitender Entwickler des weit verbreiteten Web-Publishing-Systems WordPress und arbeitet an weiteren Open-Source-Projekten mit. Ende 2005 gründete Mullenweg das Unternehmen Automattic, welches unter anderem das Blog-Portal WordPress.com betreibt, das WordPress-Plug-in Akismet entwickelt und den im August 2007 gekauften Dienst Gravatar bereitstellt.

## WordPress-Entwickler
Im Juni 2002 begann Mullenweg die Blog-Software b2/cafelog zu verwenden, um Informationen zu den Fotos anbieten zu können, die er auf einer Reise nach Washington D.C. aufnahm, nachdem er am National-Fed-Challenge-Wettbewerb teilgenommen hatte. Er steuerte etwas Code für typographische Entitäten und sauberere Permalinks bei.
Im Januar 2003, mehrere Monate nachdem die Entwicklung von b2 eingestellt worden war, gab Mullenweg in seinem Blog seinen Plan bekannt, einen Fork der Software zu starten, um sie mit den aktuellen Internetstandards und seinen Bedürfnissen in Einklang zu bringen. Schnell meldete sich Mike Little bei ihm und zusammen starteten sie WordPress mit der b2-Codebasis. Kurz darauf schloss sich ihnen der ursprüngliche b2-Entwickler Michel Valdrighi an. Mullenweg war zu der Zeit erst 19 Jahre alt und Studienanfänger an der University of Houston. Im März 2003 gründete er mit Eric Meyer und Tantek Çelik die Global Multimedia Protocols Group (GMPG). Die GMPG schrieb das erste Mikroformat. Mit Dougal Campbell, dem Mitentwickler von WordPress, startete er im April 2004 Ping-O-Matic, einen zentralen Dienst, um Blog-Suchmaschinen, wie zum Beispiel Technorati, über Blog-Updates zu informieren. Ping-O-Matic lieferte im Februar 2007 1 Million Pings pro Tag aus.
Im Mai 2004 kündigte Movable Type, der Hauptkonkurrent von WordPress, eine radikale Änderung der Preisstruktur an, der tausende Anwender dazu brachte, nach neuen Lösungen zu suchen. Das wird allgemein als der Durchbruch für WordPress angesehen. Im Oktober 2004 wurde Mullenweg von CNET angestellt, um für sie an WordPress zu arbeiten und ihnen mit ihren Blogs und den Möglichkeiten der neuen Medien zu helfen. Er brach sein College-Studium ab und zog im folgenden Monat von Houston nach San Francisco. Im Dezember 2004 kündigte Mullenweg bbPress an, das er in nur wenigen Tagen in den Ferien von Grund auf neu geschrieben hatte.

Mullenweg und das WordPress-Team gaben im Februar 2005 die Version 1.5 „Strayhorn“ heraus, die über 900.000 mal heruntergeladen wurde. Die Version führte das Theme-System, Moderationsfeatures und ein neues Design für Frontend und Backend ein. Ende März und Anfang April 2005 fand Andrew Baio mehr als 168.000 versteckte Artikel auf WordPress.org, die eine Technik namens Cloaking anwendeten. Mullenweg gestand ein, diese fragwürdige Art von Werbung akzeptiert zu haben und entfernte alle betreffenden Artikel von der Domain. Nach einem etwas ruhigeren Jahr gab er im Oktober 2005 bekannt, dass er CNET verlassen werde, um sich Vollzeit auf WordPress und zugehörige Aktivitäten zu konzentrieren. Einige Tage später, am 25. Oktober, wurde der Welt Akismet vorgestellt. Akismet ist eine verteilte Anstrengung Blog-Spam zu stoppen, indem man den kollektiven Input eines jeden verwendet, der den Service benutzt. Ab November 2005 konnte man Mullenwegs Projekt WordPress.com nicht länger nur auf Einladung verwenden, sondern wurde für jeden zugänglich. Im Dezember 2005 stellte er Automattic vor, die Firma hinter WordPress.com und Akismet. Automattic stellte Leute an, die zum WordPress-Projekt beigetragen hatten, einschließlich Hauptentwickler Ryan Boren und WordPress MU-Entwickler Donncha O Caoimh. Ein Akismet-Lizenz-Geschäft und ein WordPress-Bundling mit Yahoo! Small Business web hosting wurden zur gleichen Zeit bekannt gegeben.

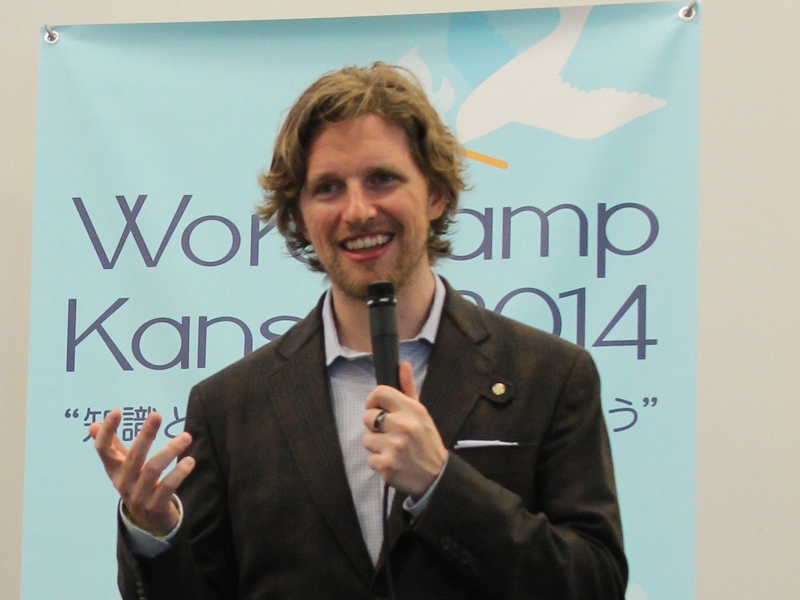
Matthew Mullenweg 2014

Im Januar 2006 stellte Mullenweg den früheren Oddpost-CEO und Yahoo!-Topmanager Toni Schneider als CEO bei Automattic an. Schneider war somit der fünfte Angestellte bei Automattic. Bei einem Regulation D-Filing wurde im April 2006 enthüllt, dass Automattic etwa 1,1 Millionen US-Dollar Investitionen erhalten hatte, was Mullenweg in seinem Blog kommentierte. Die Investoren waren Polaris Ventures, True Ventures, Radar Partners und CNET. Das erste WordCamp im Juli 2006 wurde in nur drei Wochen im Stil eines BarCamps vorbereitet und zog mehr als 300 Leute in die Swedish American Hall in San Francisco. 2007 wurden insgesamt fünf WordCamps abgehalten, 2008 waren es 26.
Im März 2007 wählte die Redaktion der Zeitschrift PC World Mullenweg auf Platz 16 einer Liste der „50 wichtigsten Leute im Web“. Er war zudem die jüngste von den auf der Liste genannten Persönlichkeiten.
Im Oktober 2007 kaufte Mullenweg Gravatar und soll ein 200-Millionen-US-Dollar-Angebot für Automattic ausgeschlagen haben.
2016 erhielt Mullenweg einen Heinz Award.
Im Jahr 2024 beschuldigte Mullenweg die Firma WPEngine, die Marke WordPress wissentlich auszunutzen, um deren Konkurrenz im Bereich Webhosting (vgl. Wordpress.com, den Hosting-Anbieter von Automattic) Nutzer und Einnahmen abzufangen. Zum einen sorge das Markenzeichen WP für Verwirrung (so zahlen andere WordPress-Hoster einen Obolus an Automattic, um deren Marke für ihr Hosting-Angebot nutzen zu können), zum anderen wurden Fälle bekannt, WPEngine habe eigens gehosteten (und für seine Nutzer zugänglich gemachten) Code des Woocommerce (einer eCommerce-Platform von Automattic) Plugin „WooCommerce Stripe Payment Gateway“ abgeändert, um die Affiliate-Einnahmen zu WPEngine statt Automattic zu leiten. Der Konflikt ist umstritten und führte dazu, dass zahlreiche Mitarbeiter Automattic verließen. Dies löste eine Diskussion über die Abhängigkeit des gesamten WordPress-Ökosystems von einer einzigen Person aus, die durch verschiedene Ereignisse weiter an Bedeutung gewann.

## Trivia
Matt Mullenweg hat Vorfahren, die Mitte des 19. Jahrhunderts aus Bielefeld nach Texas ausgewandert sind.